# Kuusilaenpalo
Kuusilaenpalo är ett naturreservat i Övertorneå kommun i Norrbottens län.
Området är naturskyddat sedan 2011 och är 2,3 kvadratkilometer stort. Reservatet omfattar våtmarker och sluttningar kring en bäck. Reservatet består av gran med inslag av lövträd.